# Kito Aya
Kito Aya (木藤 亜也  Mộc Đằng Á Dã , Kitō Aya), sinh ngày 19 tháng 7 năm 1962, mất ngày 23 tháng 5 năm 1988, là một cô gái người Nhật Bản bị mắc một căn bệnh mang tên Spinocerebellar degeneration - Thoái hoá dây sống tiểu não, một căn bệnh nan y mà đến nay vẫn chưa có phương pháp chữa trị. Người mắc căn bệnh này sẽ dần dần mất đi các khả năng của người bình thường như khả năng đi lại, khả năng giao tiếp và một số khả năng vận động khác nhưng người bệnh vẫn ý thức được mọi việc xảy ra xung quanh mình. Phát bệnh năm 15 tuổi, Aya nổi tiếng vì quyển nhật ký của mình với lời tựa "Một lít nước mắt" – vốn do bác sĩ chăm sóc cô là Yamamoto Hiroko đề xuất thực hiện nhằm tiện theo dõi tiến trình của căn bệnh. Bộ nhật ký được cô viết trong vòng 10 năm, cho đến khi cơ thể cô bị liệt hoàn toàn, và được xuất bản không lâu trước khi Aya qua đời.

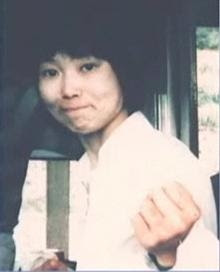
Kito Aya, ảnh chụp năm cô 18 tuổi, lúc này cô đã phải ngồi xe lăn.

Kito Aya biết mình mắc phải một căn bệnh nan y từ khi tuổi đời còn rất trẻ. Tuy vậy, Aya vẫn cố gắng sống tốt từng ngày từng giờ một ngay cả khi bị nhiều người nhìn với ánh mắt kỳ thị. Dù đối mặt với buồn đau, Aya vẫn tin vào bản thân. Hằng ngày, cô kiên trì viết nhật ký kể về những cảm nhận và suy tư của bản thân trong suốt quãng thời gian chứng kiến cơ thể mình gánh chịu bệnh tật. Đối với Aya thì cô coi mình đang chiến đấu từng ngày một và đây là một cuộc chiến khốc liệt giữa bản thân và bệnh thoái hóa tiểu não không có hồi kết. Kito Aya mất ngày 23 tháng 5 năm 1988 do những biến chứng về não của căn bệnh thoái hóa thần kinh khi mới 25 tuổi đời.
Quyển nhật ký Một lít nước mắt của Aya đã được xuất bản ra khắp Nhật Bản vào khoảng thời gian không lâu trước khi Aya qua đời vào năm 1986. Sau này nó còn được xuất bản ra nhiều nơi trên thế giới và đã thấm đẫm nước mắt của hàng triệu độc giả. Cuốn nhật ký của Aya đã thể hiện rõ nghị lực sống và tinh thần lạc quan của cô cho dù luôn phải đối mặt với khó khăn ngày càng chồng chất của một căn bệnh không thể chữa trị. Năm 2005, kênh truyền hình Đài truyền hình Fuji của Nhật Bản đã phát sóng bộ phim 1 lít nước mắt (1 Litre no Namida) dựa trên nguyên văn quyển nhật ký của Aya do diễn viên Sawajiri Erika đóng vai Ikeuchi Aya và đã rất thành công, làm người xem rất cảm động qua 11 tập của bộ phim. Bộ phim đã được phát sóng tại nhiều quốc gia và vùng lãnh thổ trên thế giới bao gồm Nhật Bản, Philippines, Singapore, Hồng Kông, Đài Loan, Thái Lan, Indonesia, Malaysia và Việt Nam.

## Gia đình Kito
- Kito Aya
- Kito Mizuo: cha Aya.
- Kito Shioka: mẹ Aya.
- Kito Ako: em gái Aya, con thứ 2 nhà Kito.
- Kito Hiroki: em trai Aya, con thứ 3 nhà Kito.
- Kito Kentaro: em trai Aya, con thứ 4 nhà Kito.
- Kito Rika: em gái út của Aya, con thứ 5 nhà Kito.

"Có những người mà sự tồn tại của họ giống như không khí, êm dịu, nhẹ nhàng, chỉ khi họ mất đi người họ yêu thương mới nhận ra họ quan trọng nhường nào. Mình muốn trở thành một sự tồn tại như thế." (Trích Một lít nước mắt).